# Аффонсо, Дениза
Дени́за Аффонсо (фр. Denise Affonço; род. 1944, Пномпень) — камбоджийская писательница, мемуарист, автор бестселлера To The End Of Hell (фр. La Digues Des Veuves), в котором она описала свою жизнь в годы правления «красных кхмеров» в Камбодже 1975—1979 гг. Первоначально её книга вышла на французском языке, но впоследствии была переведена на английский и опубликована издательством Reportage Press.

## Биография
Дениза Аффонсо родилась в 1944 году в Пномпене (Камбоджа). Отец — француз, мать — вьетнамка. Её детство и юность прошли в мирные годы, прежде чем в Индокитае вспыхнула война. Её жизнь разрушил апрель 1975 года, когда к власти в стране пришли «красные кхмеры». Четыре года Дениза прожила в невыносимых условиях полпотовского режима: её муж пропал без вести, а дочь умерла от голода.

### Интервью
- Interview on France 24 (недоступная ссылка)
- 'Living Through the Terror' The Economist Архивная копия от 16 июня 2008 на Wayback Machine (англ.)
- Interview on the BBC (недоступная ссылка)
- 'A mother never forgets by Jon Swain' The Sunday Times Архивная копия от 17 мая 2011 на Wayback Machine